# Stenus ogenus
Stenus ogenus är en skalbaggsart som beskrevs av Wilhelm Ferdinand Erichson. Stenus ogenus ingår i släktet Stenus och familjen kortvingar. Inga underarter finns listade i Catalogue of Life.